# Jerzy Räuber
Jerzy Räuber (ur. ok. 1410, zm. ok. 1458), rajca elbląski, działacz Związku Pruskiego.
Pochodził z rodziny kupców, pełniących funkcje rajców i burmistrzów w Elblągu od początku XIV wieku; prawdopodobnie jego ojcem był Werner Räuber, od 1411 rajca, a w latach 1426-1439 burmistrz Starego Miasta Elbląga. Jerzy Räuber został rajcą ok. 1445, by w 1448 mocniej zaangażować się w działalność Związku Pruskiego, walczącego o uzyskanie wpływów politycznych i gospodarczych w państwie krzyżackim. Uczestniczył w zjazdach stanów Prus Królewskich i zjazdach miast pruskich. Niezależnie w 1449 był członkiem poselstwa wielkiego mistrza krzyżackiego Konrada von Erlichshausena, wysłanego do Lubeki i Brugii na negocjacje porozumiewawcze kupców hanzeatyckich i angielskich. Uczestniczył też w podobnych misjach w kolejnych latach.
W 1450 nowy wielki mistrz krzyżacki Ludwik von Erlichshausen podjął działania na rzecz rozbicia Związku Pruskiego, znajdując sojusznika w osobie cesarza Fryderyka III. Räuber uczestniczył w licznych negocjacjach z wielkim mistrzem oraz kolejnych zjazdach Związku, na których naradzano się nad dalszym postępowaniem. Wiosną 1453 wspólnie z rycerzem z ziemi chełmińskiej Jakuszem ze Świętego Räuber został wysłany do Polski w celu pozyskania dla sprawy Związku Pruskiego króla Kazimierza Jagiellończyka, która to misja nie przyniosła większego powodzenia.
W 1454, po wybuchu powstania stanów pruskich przeciw zakonowi krzyżackiemu, Räubera zabrakło w składzie delegacji Związku Pruskiego, która uzyskała w Krakowie u króla Kazimierza akt inkorporacji Prus do Polski. W czerwcu tegoż roku uczestniczył w złożeniu publicznej przysięgi królowi, przebywającemu w Elblągu. W kolejnych miesiącach kilkakrotnie brał udział w rozmowach przedstawicieli stanów pruskich z monarchą polskim, w tym latem 1457 w Malborku, kiedy to uzyskał dla Starego Miasta Elbląga szereg przywilejów; po 1466, w okresie istnienia Prus Królewskich, przywilej malborski pozwolił Elblągowi utrzymać wysoką rangę.    
Ostatni przejaw aktywności publicznej Räubera pochodzi z września 1458; brał wówczas udział w negocjacjach na temat ulokowania klasztoru brygidek w dawnym zamku krzyżackim. Prawdopodobnie zmarł pod koniec 1458.